# Ейза Григс Кандлер
Ейза Григс Кандлер (на английски: Asa Griggs Candler) е американски бизнес магнат и филантроп, направил своите капитали предимно от продажбата на компанията „Кока-Кола“.
Кандлер също така е и кмет на град Атланта, щат Джорджия, САЩ от 1916 до 1919 година. В негова чест е наречен „Кандлер парк“ в Атланта, графство Кандлер, както и полето Кандлер, на което е построено настоящото международно летище Хартсфилд-Джаксън Атланта.
Роден е във Вила Рика, Джорджия. Той започва своята бизнес кариера като собственик на аптека и производител на лекарства. През 1887 г. купува формулата за производство на сироп, наречен „Кока-Кола“, от нейния създател Джон Пембертън и няколко други дребни акционери, за сумата от 2300 щ. долара.
Успехът на напитката „Кока-Кола“ се дължи до голяма степен на агресивната маркетинг политика, наложена от Кандлер. Прави милиони долари инвестиции в недвижими имоти.
Става основен дарител за Църквата на методистите. Дава 1 млн. долара дарение и земя подарък за университета Емори, който по това време е методистки колеж, за да бъде преместен от Оксфорд, Джорджия, в Атланта. Това дарение е било повлияно от по-малкия му брат – методисткия епископ Уорън Акин Кандлер, който става управител на университета. Кендлър дава милиони за създаването по-късно и на болница „Емори“.
Кандлър претърпява инсулт през 1926 г. и умира на 12 март 1929 г. Погребан е в гробището „Уествю“ в Атланта.